# 王三聘 (嘉靖辛丑進士)
王三聘（1507年—？），字伯衡，山東登州府黃縣人，民籍，明朝政治人物。

## 生平
嘉靖十三年（1534年）甲午科山東鄉試第五名舉人。嘉靖二十年（1541年）中式辛丑科會試第九十九名，登第三甲第八十七名進士。十一月改翰林院庶吉士，二十二年十一月授浙江道監察御史，巡按河南，二十四年因徽王弹劾鈞州知州陳吉一事，被逮问。

## 家族
曾祖王成；祖父王禧，衛知事；父王瑤，監生。母郭氏；繼母方氏。具庆下。弟三顾、三讓。